# Ermita de San Pantaleón (Escobedo de Camargo)

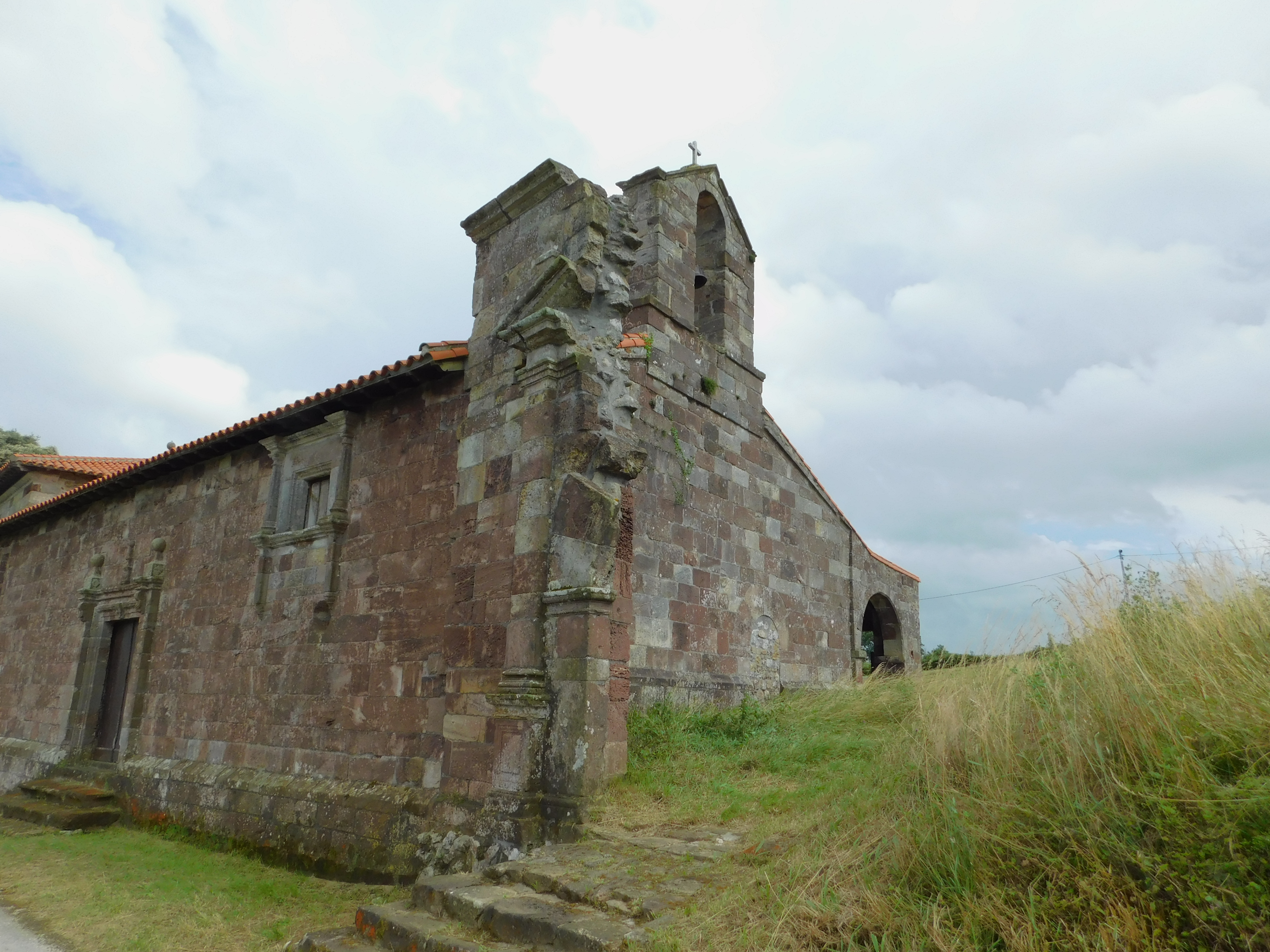
Restos de la vieja casa adosada a la ermita

La ermita de San Pantaleón está situada en el barrio El Churi, en la parte alta de Escobedo, localidad perteneciente al municipio de Camargo (Cantabria, España).

## Historia
Fue levantada entre los principios del siglo XVI y finales del XVII con piedra de sillería procedente de las canteras cercanas.

Planta de la ermita de San Pantaleón.

Antiguamente estaba constituida como iglesia, pero tras la Guerra Civil fue convertida en ermita debido al despoblamiento de la zona y la pérdida de importancia de la ruta hacia Santillana del Mar por el Camino Real a Santiago de Compostela.

## Descripción

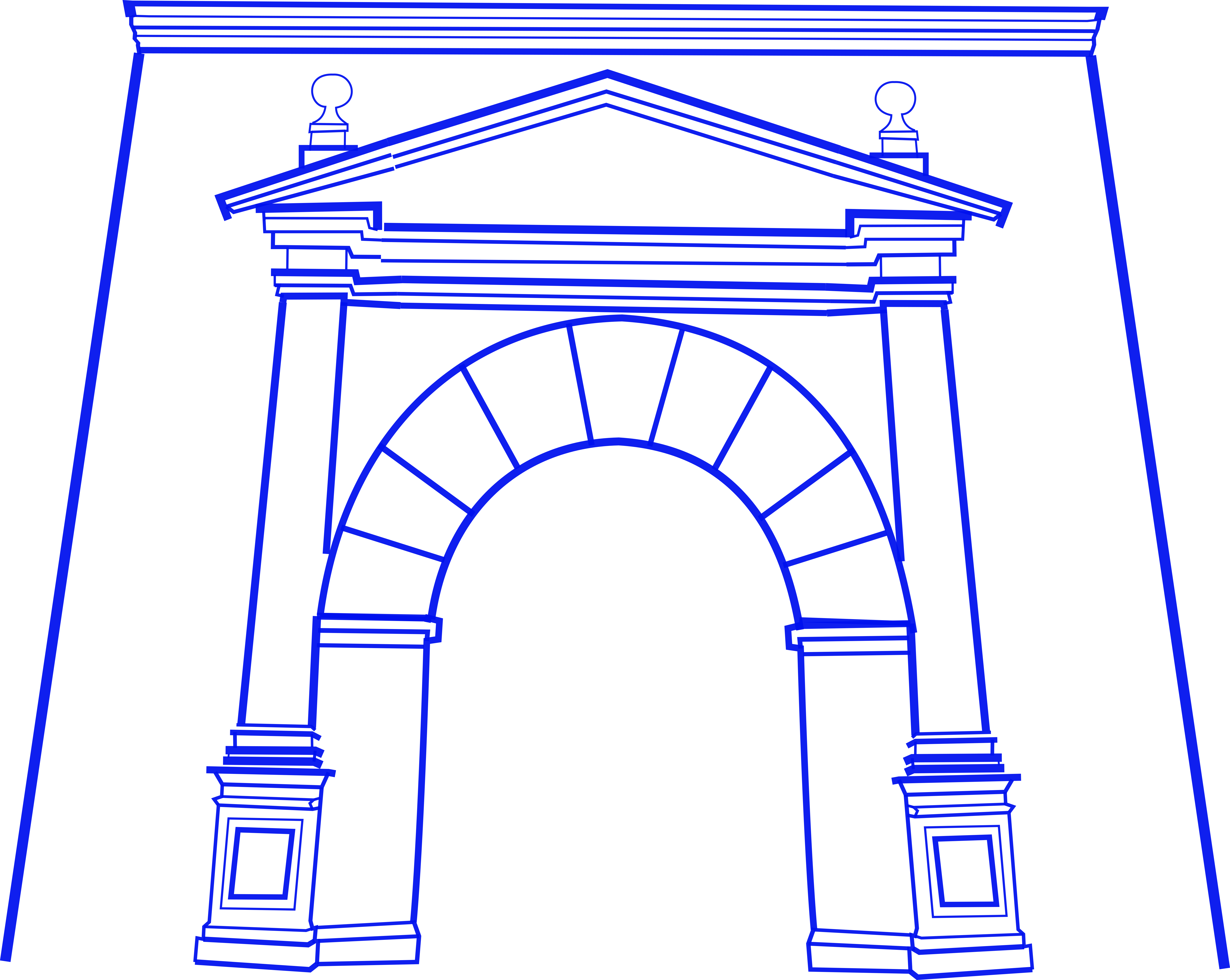
Reconstrucción del arco lateral de la ermita de San Pantaleón

El edificio presenta planta y ábside rectangular. En el lado norte de la nave central se localizan una puerta de estilo clasicista fechada en 1653 que da acceso a la nave de la iglesia y una ventana abalaustrada.
Anexa a uno de los lados se encuentran los restos de un Arco de entrada y una torre defensiva y habitacional de 8 varas por 7 varas de planta y 10 varas de alto. Esta Torre fue destruida durante la Guerra Civil debido a un bombardeo. Solamente se conserva un trozo del arco clasicista y una pared del lado derecho.

### Retablos
La ermita posee tres retablos, siendo el más grande el de estilo clasicista creado en 1670 por un taller camargués. Este mismo retablo fue dorado en 1678 por Juan de Porres.
Uno de los retablos laterales fue realizado por Juan de la Puente (vecino de Revilla de Camargo) en 1714.
La ermita poseyó otro dedicado a la Virgen de las Nieves, que fue destruido por la humedad. Se encontraba en lo que hoy en día es la sacristía, antiguamente llamada capilla de la Virgen. De este retablo se conserva la talla de la Virgen que se encuentra en una capilla del barrio El Churi, también en Escobedo.